# Aplidium longithorax
Aplidium longithorax är en sjöpungsart som beskrevs av Monniot 1987. Aplidium longithorax ingår i släktet Aplidium och familjen klumpsjöpungar. Inga underarter finns listade i Catalogue of Life.